# Gasim bay Zakir
 (mai 2017).
Le contenu est difficilement compréhensible vu les erreurs de traduction, qui sont peut-être dues à l'utilisation d'un logiciel de traduction automatique.
 (mai 2017).
Si vous disposez d'ouvrages ou d'articles de référence ou si vous connaissez des sites web de qualité traitant du thème abordé ici, merci de compléter l'article en donnant les références utiles à sa vérifiabilité et en les liant à la section « Notes et références ».
Gasim bay Zakir(en azéri: Qasım bəy Zakir; né à Choucha en 1784 et mort en 1857 dans la même ville) est un poète azéri.

## Biographie
Gasim bay Zakir est né à Choucha en 1784. Il est de la génération des Javanchirs. Les derniers sont bien connus à Garabagh. Son arrière-grand-père Kazim agha est le frère germain de Panahali khan. Panahali khan est fondateur de la ville de Choucha. Zakir fait ses études primaires dans une école coranreligieuse à Choucha. Ici, il apprend l’arabe et le persan. Grâce à ses langues, il lit les œuvres des grands écrivains célèbres comme Firdovsi, Nizami, Sadi et Hafiz du Proche-Orient. L’adolescence et la jeunesse du poète coincident aux événements politico-militaires à Garabagh. À cette époque-là, 1795 Gadjar attaqunt Garabagh et entoure Choucha. La population défend la ville à ce temps–là. Deux ans après, Gadjar est assassiné à Choucha. Le poète Molla Panah Vaguif est assassiné avec son fils à Djidir duzu.
Au début du XIXe siècle Ibrahim khan est brutalement tué à Garabagh. Tous ces événements coïncident avec l’adolescence et la jeunesse de Gasim bay Zakir. Et ces événements influent sur la formation de la vision du monde de Gasim bay Zakir. Quand l’administration du khanat de Garabagh s'établit sous le contrôle de la Russie, Zakir rejoint les rangs des cavaliers volontaires des musulmans de Caucase de l’armée tsariste. Aux années 1806-1813, 1826-1828, Zakir participe à la guerre entre la Russie et l'Iran. Il est parmi les militants qui combattent contre l’armée iranienne. L’armée iranienne est dirigée par Abbas Mirza. En 1828, Gasim bay Zakir obtient la médaille d’argent pour la participation active aux combats. En 1829 le fils de Zakir meurt à cause d’une maladie. Cet événement attriste profondément le poète et Zakir écrit des vers. Dans ses vers il décrit les souffrances causées par la mort de son fils.  
En 1830, Zakir est parti à Balakan pour la composition d’un groupe de policiers. Il participe à la répression des émeutes à Jar. Dans sa lettre en vers « Préface de Jar » envoyée à son ami Baba bay Chakir, Zakir fait l’éloge de la vaillance des cavaliers de Garabagh aux batailles. Il décrit leur courage. Les dernières années de sa vie Gasim bay Zakir vit dans la pauvreté et  des difficultés. Il meurt en 1857 à Choucha et enterré au cimetière Mirza Hasan de la ville.

## Œuvres
Les satires de Zakir sont surtout contre les dirigeants tsaristes, les lois et règlements colonisateurs du tsarisme. Les personnes les plus critiquées dans les satires de Zakir, sont ceux qui piétinaient les droits des faibles et des impuissants. La critique violente, le dévoilement et le rire sarcastique sont les particularités essentielles des satires de Zakir.  Il ne se contente pas de décrire simplement les inconvénients sociaux. Il y exprime sa haine et sa colère. Les contes poétiques et les fables occupent une place importante dans l’œuvre de Zakir. Nizami, Khagani, Fuzouli, et d’autres écrivains azerbaïdjanais ont décrit les besoins de la vie contemporaine dans leurs contes poétiques. Dans les contes poétiques des célèbres écrivains il s’agit de certains événements, des images réelles des gens, de la description et l’admiration des idées progressistes.  Les contes poétiques de Zakir aussi ont les mêmes particularités. Zakir a les contes poétiques sur les sujets différents comme Malikzadeh et Chahsanam, Amirzadeh, amant et le jeune amoureux, Amoureux qui fait le plat, Sur l’amant et l’amoureux, Zeuvjii-akhar (Femme de survie), Faucon et envoyé, Personne qui a perdu son chameau, Fille avec Darviche, Derviche effronté, Gazhi débauché. Zakir décrit l’amour comme le sentiment noble et pur de l’homme. La fidélité, le courage et l’endurance à l’amour, la persévérance à la loyauté, font le sujet principal de certains contes de Gasim bay Zakir. 
L’importance des fables font exception dans l’œuvre de Zakir. Les six fables de Gasim bay Zakir sont publiées sous les noms Lion, loup et chacal, Chameau et âne, Renard et loup, Sur les copains félons (Serpent, Chameau, Tortue), Renard et Lion, Sur les amis fidèles (Tortue, Corneille, Chauve-souris, Gazelle).
Zakir inspire d’abord des fables populaires qui sont connues dans le folklore azerbaïdjanais et de l’œuvre Kalila et Dimna du monument célèbre inde y compris des fables de la poésie classique, des fables de Nizami, Jalaladdin Roumi et Fouzouli.  
Zakir écrit les fables conformément à la nouvelle époque historique et aux besoins de la vie contemporaine. L’idée promue dans ces œuvres est en harmonie à l’époque du poète. D'une part le poète décrit les événements socio–politiques, proteste contre l’oppression et d’autre part, donne des conseils aux jeunes à propos de fidélité, du courage etc.  